# 11247 Wilburwright
11247 Wilburwright (4280 T-3) là một tiểu hành tinh nằm phía ngoài của vành đai chính.